# Національний парк Меркат
Національний парк Маткат (англ. Meerkat National Park) — національний парк у Північнокапській провінції в Південно-Африканській Республіці. В парку розташовані радіотелескопи MeerKAT, PAPER і HERA, які належать до масиву SKA. Парк не пускає відвідувачів.

## Історія
Статус парку визначається законом 2007 року, яким парламент Південно-Африканської Республіки надав міністру науки та технологій повноваження захищати території, важливі для астрономії та пов'язаних наукових досліджень.
Національний дослідницький фонд ПАР придбав приватні пасовищні угіддя, вивіз худобу з цієї території та надав їй природоохоронний статус. У 2020 році у партнерстві з Національним дослідницьким фондом та проєктом SKA територія була оголошена національним парком. Це збільшило сукупну площу національних парків ПАР на 3,4 %.

## Цілі
В парку розміщуються SKA та інші астрономічні інструменти. Крім того, Південноафриканська мережа спостереження за навколишнім середовищем Національного дослідницького фонду проводить тут довгострокові дослідження навколишнього середовища та вивчає вплив зміни клімату на місцеву екосистему. Однією з цілей створення парку є захист сагайдачних дерев та інших видів, які перебувають під загрозою.

## Екологія
Після оголошення території національним парком було вжито низку заходів для відновлення екосистеми, включаючи усунення худоби, огорож і лісів чужорідних мескито, що призвело до збільшення популяції диких тварин.
Кількість задокументованих видів рослин становить 223. У парку є значна популяція сагайдачних дерев.
З комах тут мешкають медоносні бджоли і мурахи. Вважається, що тут мешкають терміти. Також в парку є гевелти — пагорби, ймовірно, створені термітами в давні часи.
Амфібії включають жабу піщану звичайну, како звичайного, жабу кару, рептилії — зірчасту черепаху тентову.
Оцінюється, що в парку існує від 215 до 264 видів птахів, з них 25 майже ендемічних і два ендемічні види — алондра руда і терера бушменська. Також тут зустрічаються лунь, пісочник блідий, зебринка іржаста, корхаан чорноголовий, дрохва африканська, ланер, дрохва чорноголова, орел-боєць, птах-секретар, орел кафрський.
У парку задокументовано 29 видів ссавців, у тому числі трубкозуб, земляний вовк, шакал чепрачний, каракал, їжатець чубатий, кажан Miniopterus natalensis, даман капський, спрингбок, стенбок.

## Галерея

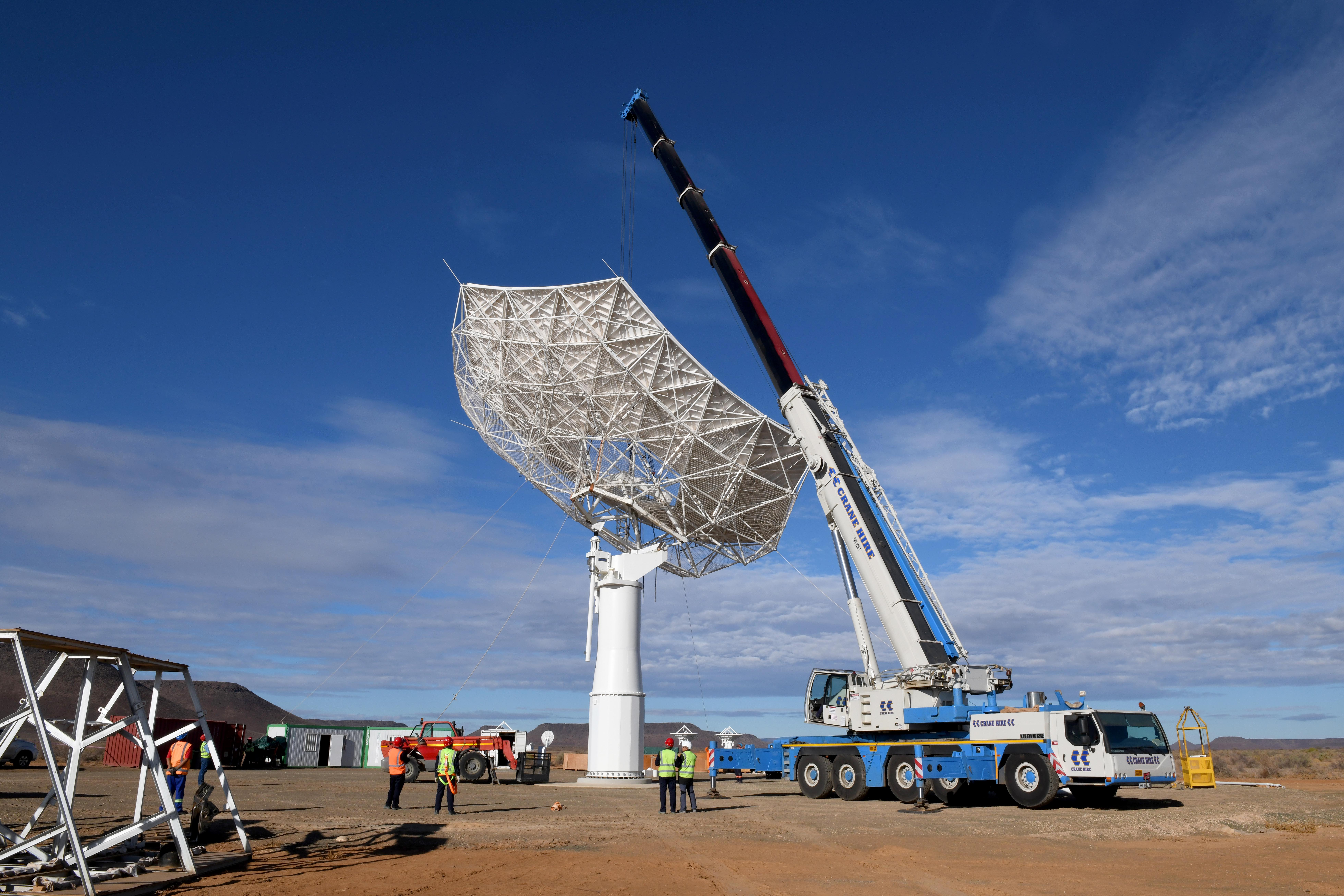
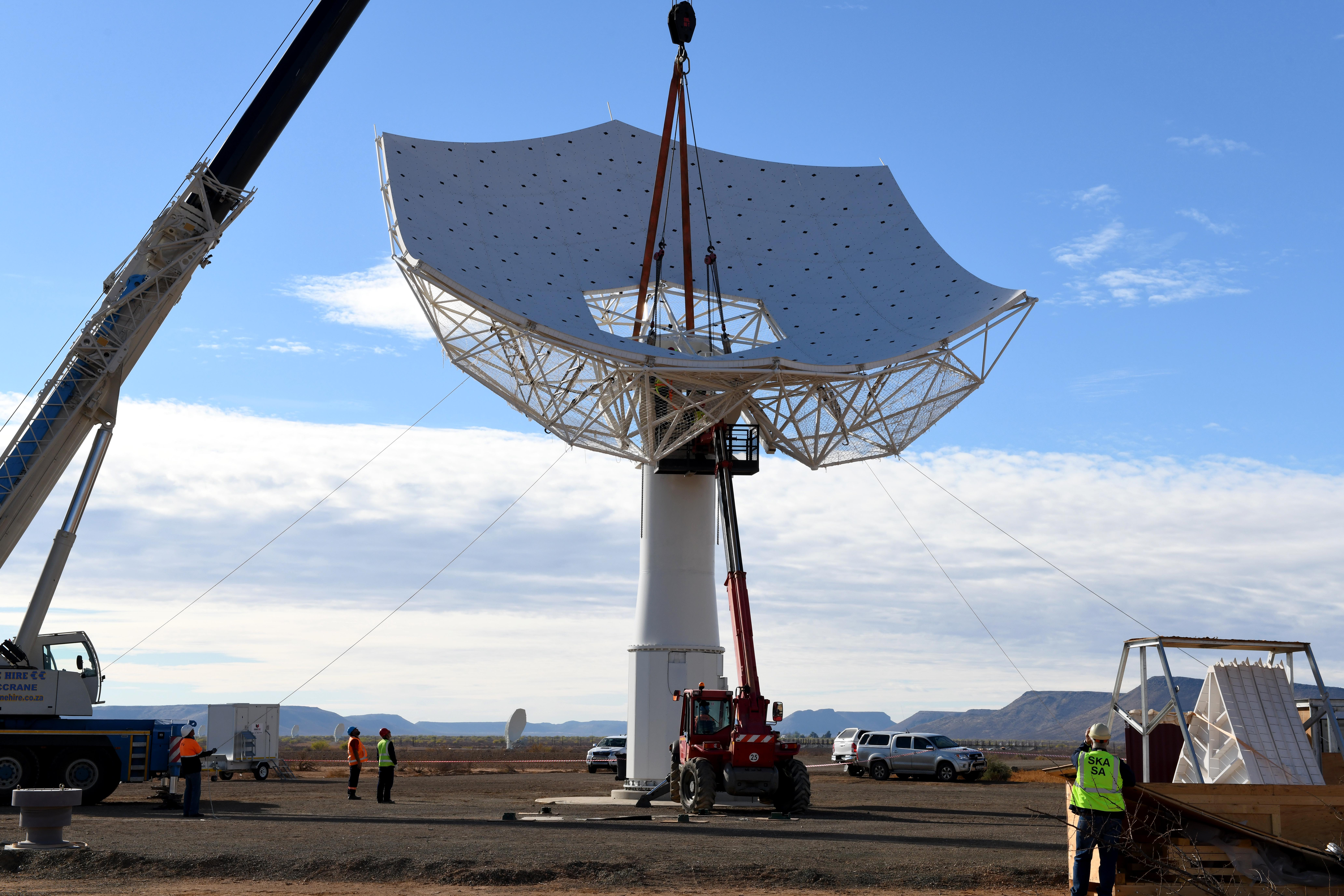
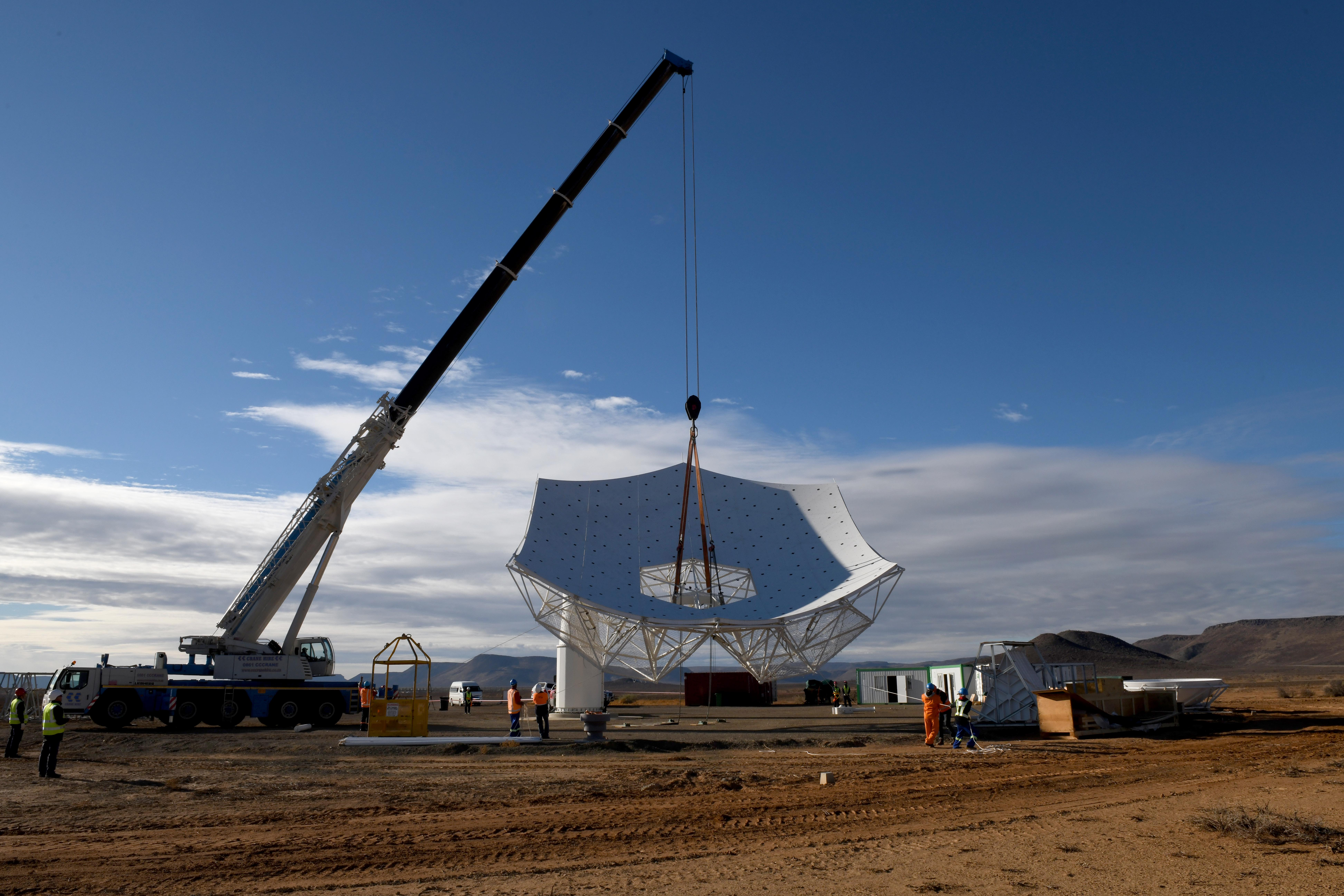
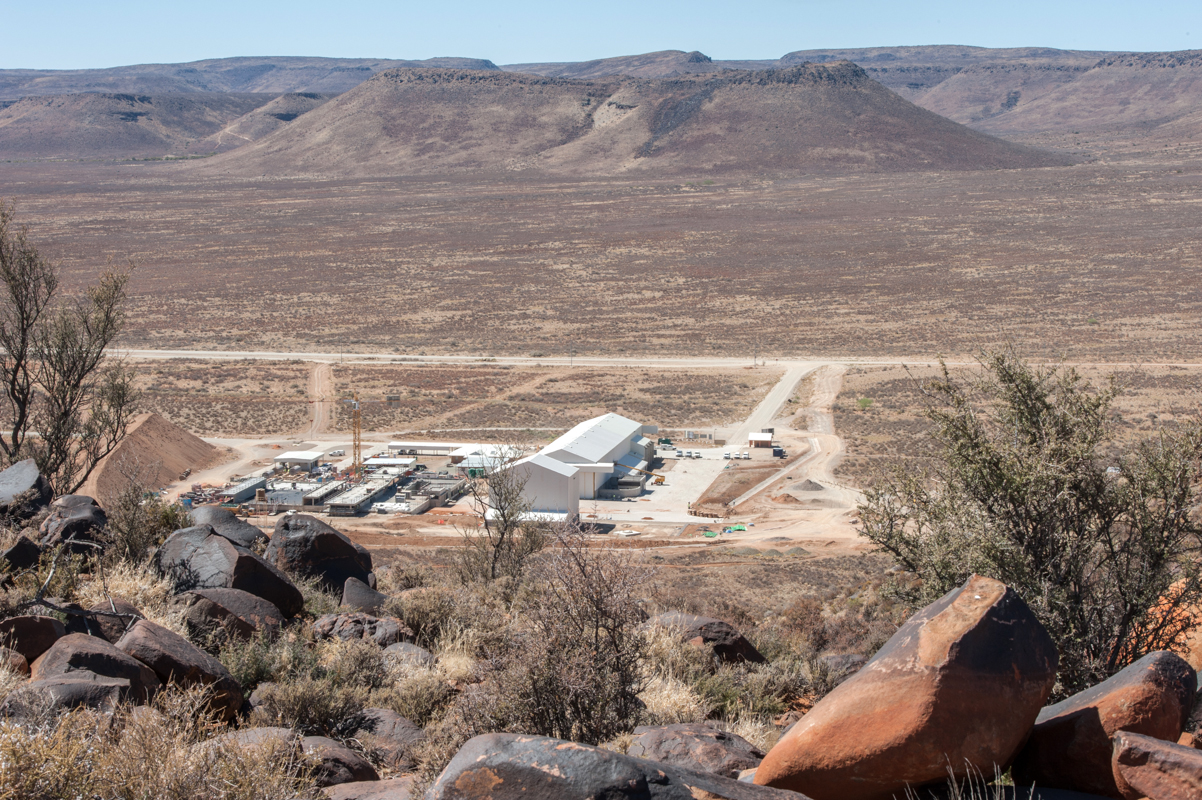
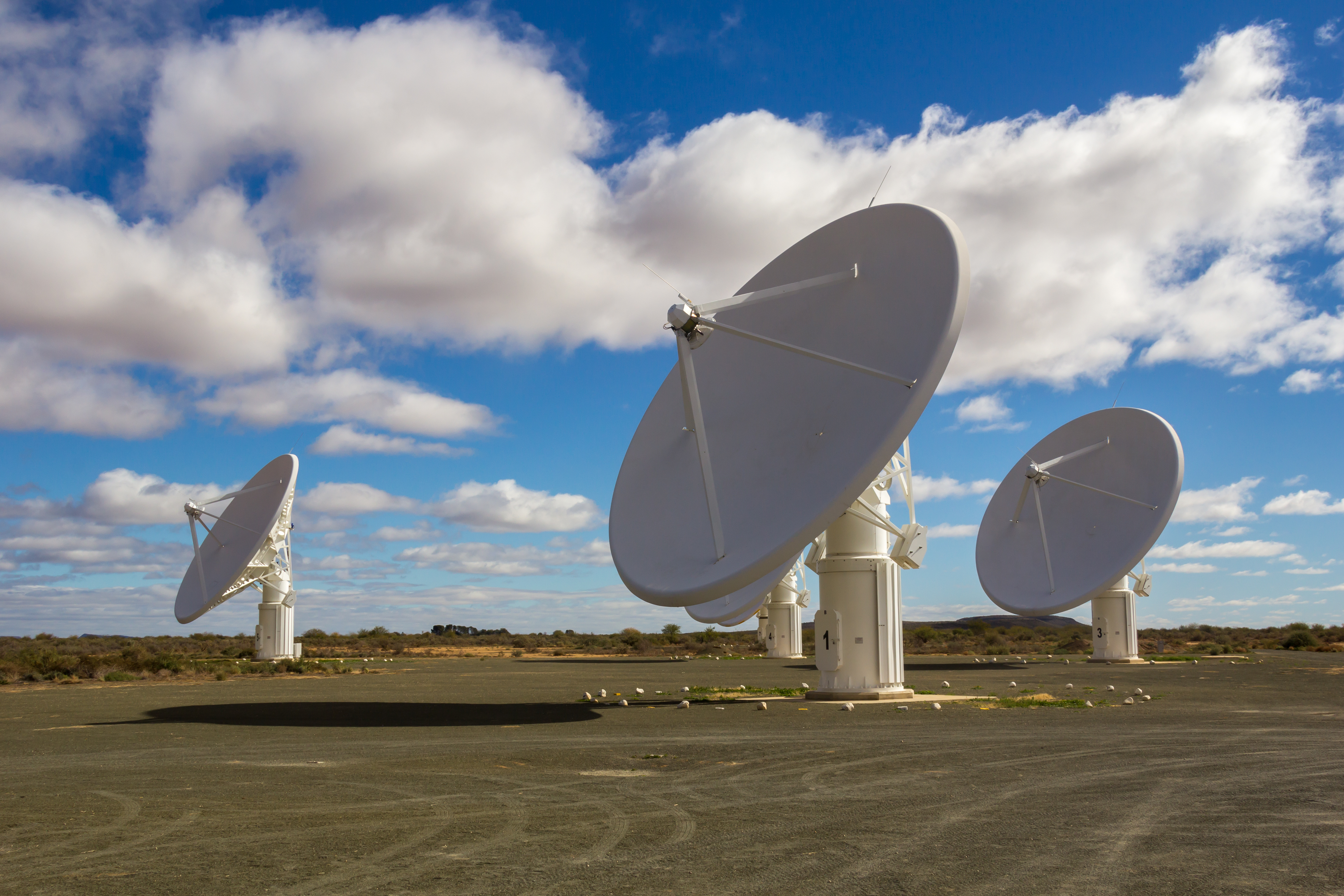